# Gabriel Bounin

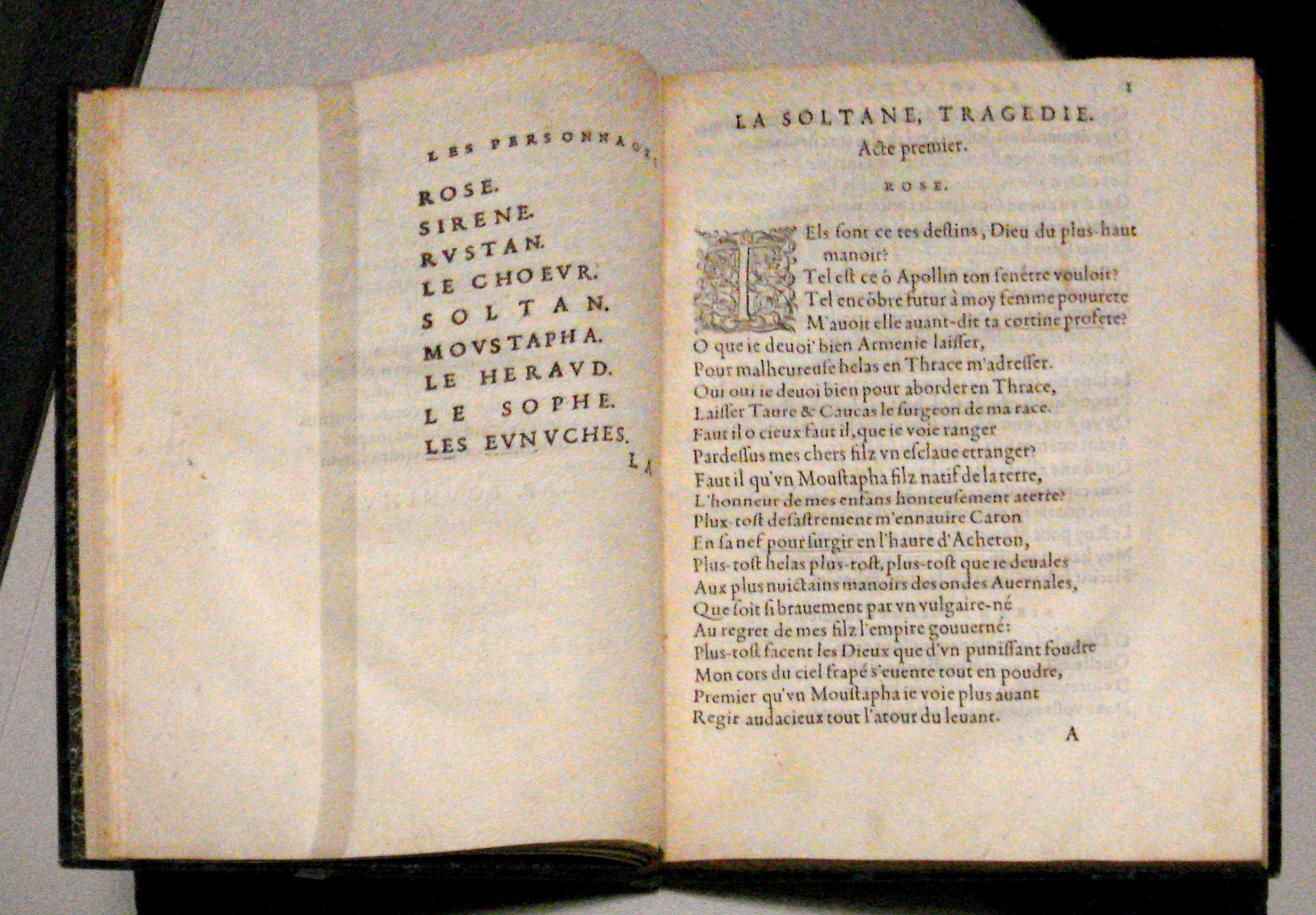
La Soltane di Gabriel Bounin, 1561.

Gabriel Bounin (1520 – 1604) è stato un drammaturgo francese del XVI secolo.

## Biografia
Era un avvocato di Châteauroux nella provincia del Berry. Nel 1561 pubblicò La Soltane, una tragedia che aveva per tema il ruolo avuto da Roxelana nell'uccisione di Mustafa, il figlio maggiore del sultano Ottomano Solimano il Magnifico. In barba alle regole delle Pleiadi, La Soltane era un lavoro su un evento contemporaneo, piuttosto che su argomento classico. Questa tragedia costrituisce il primo esempio di un'opera imperniata sull'Impero ottomano ad essere rappresentata sul palcoscenico in Francia.

## Opere
- La Soltane
- Satyre au Roy contre les Republiquains